# Kastelbell
Kastelbell (italienisch Castelbello) ist eine Fraktion und der Hauptort der Gemeinde Kastelbell-Tschars im Vinschgau in Südtirol. Das Dorf hat etwa 900 Einwohner.

## Lage
Das Ortszentrum von Kastelbell liegt auf der orographisch linken Seite des Etschtals auf einer Meereshöhe von ca. 590 m s.l.m. am Fuße des Sonnenbergs. In direkter Nachbarschaft auf der gegenüberliegenden Seite der Etsch befindet sich der Ortsteil Marein.

## Geschichte
Die Geschichte des Orts ist eng mit dem namensgebenden Schloss Kastelbell verbunden, das etwas erhöht über dem Ortskern steht. Die erste schriftliche Erwähnung geht auf das 13. Jahrhundert zurück. Bis 1929 war Kastelbell eine selbstständige Gemeinde, ehe es mit Tschars, Galsaun, Latschinig und Tomberg zur neuen Gemeinde Kastelbell-Tschars fusioniert wurde, mit Kastelbell als dem gemeinsamen Verwaltungssitz.

## Bildung
In Kastelbell gibt es einen Kindergarten und eine Grundschule für die deutsche Sprachgruppe.

## Verkehr
Kastelbell wird von der SS 38 und der Radroute 2 „Vinschgau–Bozen“ durchquert. In Marein auf der gegenüberliegenden Seite der Etsch bietet zudem die Vinschgaubahn am Bahnhof Kastelbell eine Zugangsstelle.

## Persönlichkeiten
- Johann Platzgummer, 1641–1647 Fürstbischof von Brixen, wurde in Kastelbell geboren.